# Etničke grupe Meksika
Etničke grupe Meksika: 107,801,000 (UN Country Population; 2008) 300 naroda.
- Afro-Seminole (Crni Seminole) 11,000
- Akatek 40,000
- Akwa’ala (Paipai) 400
- Angloamerikanci 215,000
- Asteci (Nahuatl; 27 skupina)
- Detribalizirani Indijanci 11,233,000
- Amuzgo (3 skupine) 35,500
- Baski 21,000
- Britanci 8,500
- Chatino (7 skupina)
- Chiapanec 40
- Chichimeca-Jonaz (Jonaz) 2,000
- Chicomucelteco 2,200
- Chinantec (14 skupina)
- Chocho 900
- Chol (2 skupine) 156,000
- Chontal 65,000
- Chuje 12,000
- Cocopa 200
- Cora 17,500
- Cruzob (Santa Cruz Maya) 51,000
- Cuicateco (dvije skupine) 14,700
- Francuzi 11,000
- Galjegi 11,000
- Grci 8,600
- Huamelultec (Chontal) 1,200
- Huastec (3 skupine)
- Huave (4 skupine)
- Huichol 25,000
- Ixcatec 200
- Jacaltec 13,000
- Japanci 43,000
- Kantonski Kinezi 21,000
- Katalonci 53,000
- Kiliwi (Kiliwa) 30
- Lacandon 900
- Libanonski Arapi 428,000
- Mame (Mam;nekoliko skupina)
- Mandarinski Kinezi 11,000
- Matlatzinca 1,300
  - Atzinca 2,800
- Mayo 53,000
- Mazahua (dvije skupine) 437,000
- Mazatec (8 skupina)
- Meksički Kickapoo 400
- Meksikanci 86,080,000
- Menoniti 46,000
- Mixe (8 skupina)
- Mixtec (52 skupine)
- Motozintlec 200
  - Tuzantec
- Nijemci 11,000
- Otomí (8 skupina)
- Palestinski Arapi (Palestinci) 214,000
- Pame (dvije skupine) 11,600
- Papago
- Pima
- Pima Bajo 1,200
- Popoloca (7 skupina)
- Popoluca Sayula 5,100
- Popoluca Texitepec 20,000
- Romi (dvije skupine) 64,000
- Rusi 86,000
- Seri 800
- Sierra Popoluca 34,000
- Sirijski Arapi 428,000
- Soltecos 70
- Španjolci 342,000
- Tacaneco 1,500
- Talijani 21,000
- Tarahumara (5 skupina)
- Taraski (Purepecha) (2 skupine)
- Tektiteko 1,200
- Tepehua (3 skupine)
- Tepehuane (3 skupine)
- Tequistlatec (Chontal) 4,500
- Tipai (Kumiai) 200
- Tlapanec (3 skupine)
- Tojolabal 46,000
- Totonac (9 skupina)
- Trique (3 skupine)
- Tzeltal (2 skupine)
- Tzotzil (6 skupina)
- Varohío 2,900
- Yaqui 14,000
- Yucatec 885,000
- Zapotec (58 skupina)
- Zoque (5 skupina)
- Židovi 40,000

## Vanjske poveznice
- Mexico